# أفضل الأشياء في العالم
أفضل الأشياء في العالم (بالإيطالية: le migliore cose del mondo)‏ هو فيلم برازيلي لعام 2010 إخراج لايس بودانزكي ويستند إلى سلسلة متجانسة من الكتب المخصصة للشخصية الخيالية «مانو»، الذي كتبه جيلبرتو ديمنشتاين وإلويزا برييتو .
صدر في 16 أبريل عام 2010 ، لُعب الفيلم من قبل فرانسيسكو ميجويز وغابرييلا روشا وايو بلات ودينيز فراغا وفيليبي كارتالين .
مع أكثر من 296 ألف قبول، سجل الفيلم المركز التاسع من حيث الربح بواسطة شباك التذاكر في عام 2010  وفاز بثماني جوائز، مما جعله الفيلم الأفضل تكريمًا خلال مهرجان ريسيفي.

## قصة الفيلم
هيرمانو المعروف باسم «مانو» وشقيقه بيدرو صبيان برازيليان. تبين أن والدهما وهو أستاذ جامعي كان مثليًا ولكنه يهجر زوجته ويتركهها و كذلك طفليه، ليذهبوا ليعيشوا بمفردهم بينما يعيش الأب حياته كما يهوى. يقع مانو في حب فاليريا وهي تعد الفتاة الأكثر جاذبية في المدرسة ويقوم بممارسة الجنس معها لأول مرة في حياته.
في غضون ذلك تمكنت كارول -أفضل صديقة لفاليريا- التي كانت مفتونًة بأستاذ الفيزياء من تقبيله لكن هذا عُرف وتم طرد الأستاذ.
في هذا الوقت تنتشر أخبار الشذوذ الجنسي لوالده في البيئة المدرسية، ولهذا السبب يعاني مانو من الضرب على أيدي المتخوفين من المثليين، بينما تبتعد عنه صديقته فاليريا ويسافر معلم الجيتار إلي أوروبا، كانت بالفعل تلك الفترة عصيبة جدًا في حياة مانو.
يُترك شقيقه بيدرو أيضًا من قِبَل صديقته ويحاول الانتحار، لكن مانو ينقذه في أخر لحظة وينقذ نفسه باكتشاف أنه واقع في حب كارول صديقة فاليريا والتي كانت السبب في فصل والده.

## الجوائز وشهادات التقدير
- بريمو كونتيجو سينما 2010
  - أفضل ممثلة مساعدة في دينيس فراغا
  - ترشيح أفضل فيلم
  - ترشيح أفضل ممثل مساعد في Fiuk
  - ترشيح لأفضل مخرج في ليز بودانزكي
  - ترشيح أفضل سيناريو لويز بولونيسي
  - ترشيح أفضل سيناريو ل Cassio Amarante
  - ترشيح أفضل تصوير لمورو بينهيرو جونيور
  - ترشيح أفضل موسيقى تصويرية لإدواردو بيد
- مهرجان Recife Cine PE السمعي البصري 2010
  - أفضل فيلم
  - أفضل اتجاه في ليز بودانزكي
  - أفضل ممثل في فرانسيسكو ميجيز
  - أفضل سيناريو لويز بولونيسي [11]
  - أفضل تصوير لمورو بينهيرو الابن
  - أفضل سيناريو في Cassio Amarante
  - أفضل صوت لألساندرو لاروكا
- جوائز ACIE 2011
  - ترشيح أفضل فيلم
  - ترشيح لأفضل مخرج في ليز بودانزكي
  - ترشيح أفضل سيناريو لويز بولونيسي
- جائزة سينما البرازيل الكبرى 2011
  - أفضل ممثل مساعد في كايو بلات
  - ترشيح لأفضل مخرج في ليز بودانزكي
  - ترشيح أفضل ممثلة مساعدة لدنيس فراغا
  - ترشيح أفضل فيلم
  - ترشيح أفضل سيناريو ل Cassio Amarante
  - ترشيح أفضل سيناريو الأصلي لويز بولونيسي
  - ترشيح أفضل محرر لدانييل ريزندي
  - ترشيح أفضل صوت لألساندرو لاروكا وأرماندو توريس جونيور ولويس روبن
  - ترشيح أفضل موسيقى تصويرية لإدواردو بيد
- مهرجان باريس السينمائي البرازيلي 2011
- جائزة الجمهور
- جوائز جمعية ساو باولو لنقاد الفن 2011
  - أفضل اتجاه في ليز بودانزكي
  - أفضل سيناريو لويز بولونيسي

## روابط خارجية
- أفضل الأشياء في العالم على موقع IMDb (الإنجليزية)
- أفضل الأشياء في العالم على موقع روتن توميتوز (الإنجليزية)
- أفضل الأشياء في العالم على موقع ألو سيني (الفرنسية)
- أفضل الأشياء في العالم على موقع فيلمافينيتي (الإسبانية)
- أفضل الأشياء في العالم على موقع قاعدة بيانات الفيلم (الإنجليزية)
- أفضل الأشياء في العالم على موقع ليتربوكسد (الإنجليزية)
- أفضل الأشياء في العالم على موقع كينوبويسك (الروسية)